# Adana kebabı

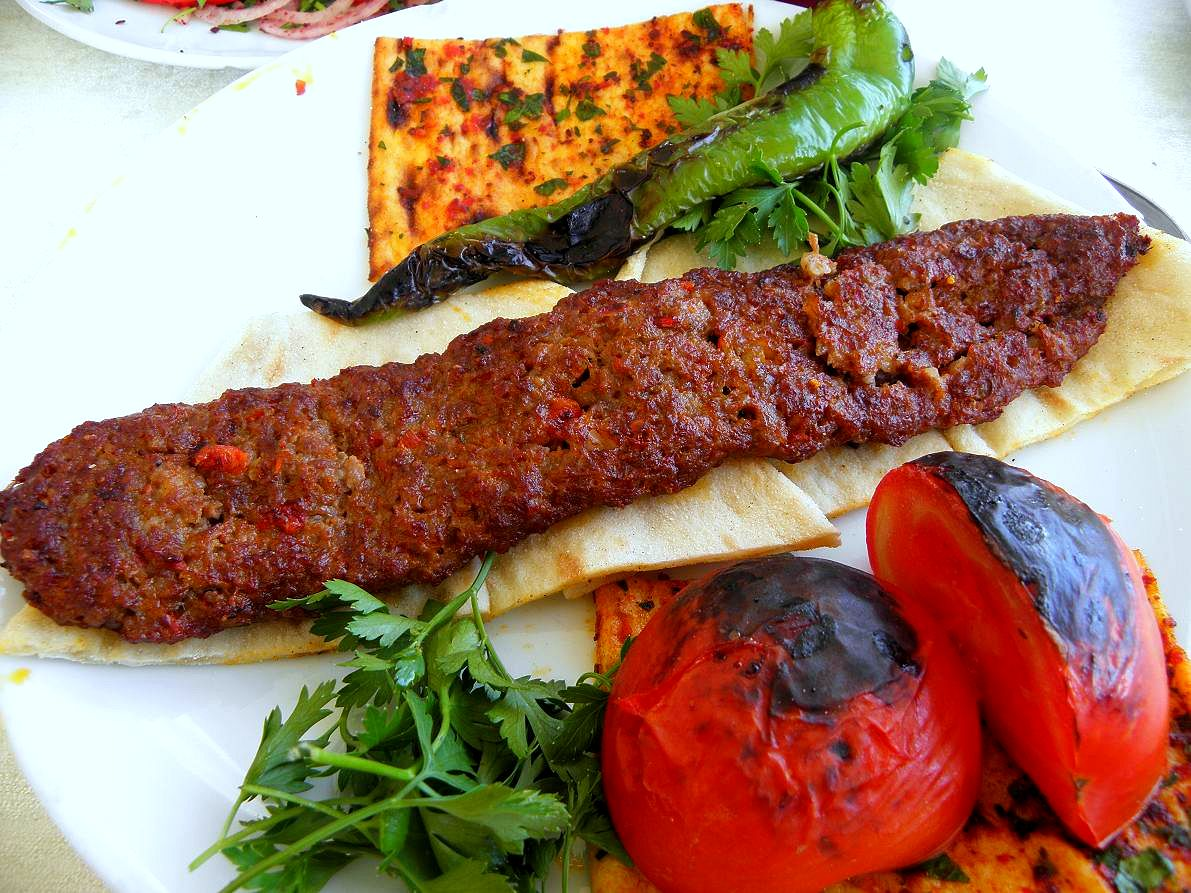
Adana kebabı cu lipie, roșii coapte la grătar și pătrunjel

Adana kebabı (sau Kıyma kebabı) este o mâncare din carne din bucătăria turcească și anume, o specialitate din orașul turcesc, Adana. Constă, în principal, din carne tocată lși condimentată, friptă deasupra jarului. Original, mâncarea este servită cu rosii si ardei la gratar, lipie, pătrunjel, lămâie, ridichi, frunze de salată verde si ceapă roșie, condimentată; rar există, de asemenea si orez cu cacık.
În mod tradițional,  în Adana, carnea tocată este din carne de oaie sau de miel, este condimentată cu sare si ardei iute, tocat mărunt, numit  în turcă pul biber. Amestecul este împărțit în porțiuni alungite și fripte deasupra jarului.

## Legături externe
Materiale media legate de Adana kebabı la Wikimedia Commons
- Articol și Galerie de imagini despre pregătirea Kebabı Adana de către Camera de Comerț Adana
- Recipe: Adana Köfte (Turkey)
- Introducere în regiunile alimentare turcești -- Adana